# 1. liga družstev 2020 (Česko, sportovní střelba)
1. liga družstev 2020 byl 1. ročník druhé nejvyšší české soutěže tříčlenných družstev ve sportovní střelbě ze vzduchové pistoli. Jedná se o tříkolovou soutěž dle principu European Youth League, která se konala v Plzni (ASS Dukla Plzeň) od ledna do března 2020.
Jednalo se o první ročník soutěže, přičemž do první ligy byly zařazeny týmy, které se umístily na 7. až 12. místě v Extralize družstev 2019. K tomuto kroku se pořadatelé rozhodli kvůli eliminaci „předem vyhraných soubojů“ mezi týmy z počátku a konce žebříčku.

## Výsledky
První tým (SSKP Rapid Plzeň) postoupil do vyšší soutěže, tedy do Extraligy družstev. Naopak poslední tým z Extraligy sestoupil do 1. ligy.
| Pořadí           | Tým                 |
| ---------------- | ------------------- |
| Zlatá medaile    | SSKP Rapid Plzeň    |
| Stříbrná medaile | SSK Benešov         |
| Bronzová medaile | SSK Plzeň - Slovany |
| 4.               | SSKP Sokolov        |
| 5.               | SSK Bílina          |
| 6.               | SSK Cheb            |

## Souboj o postup
Družstva na prvních dvou místech (SSKP Rapid Plzeň a SSK Benešov) se v posledním závodě utkala o postup do vyšší soutěže, tedy do Extraligy družstev:
| 1. března 2020 | SSKP Rapid Plzeň | 14 : 10 | SSK Benešov | ASS Dukla Plzeň |
| 12:00          | SSKP Rapid Plzeň |         | SSK Benešov |                 |

| Souhrn zápasu | Souhrn zápasu                                     | Souhrn zápasu | Souhrn zápasu                                              | Souhrn zápasu |
| ------------- | ------------------------------------------------- | ------------- | ---------------------------------------------------------- | ------------- |
|               | Martin Kubeš (4) Ján Hitka (3) Jindřich Skupa (7) |               | Vojtěch Jonák (4) Vlasta Horáková (5) Monika Strýčková (1) |               |